# Ołeksandr Dryhol
Ołeksandr Dryhol (ukr.: Олександр Дриголь; ros: Александр Дриголь, Aleksandr Drigol; ur. 25 kwietnia 1966 w Moskwie) – reprezentujący Izrael ukraiński lekkoatleta, młociarz.
W 1991 zakończył profesjonalną karierę (najlepszy wynik w tym czasie to 77,96 w 1990). Wznowił ją w 2008, startując z powodzeniem w kategorii seniorów (złote medale mistrzostw Ukrainy) oraz weteranów (medalista mistrzostw świata i rekordzista globu w tej kategorii wiekowej). 34. miejsce z wynikiem 69,57 nie dało mu awansu do finału igrzysk olimpijskich w Londynie (2012), podczas których był najstarszym uczestnikiem zawodów lekkoatletycznych. Medalista Olimpiady Machabejskiej. Mistrz Izraela (2016)
W 2013 został ukarany dwuletnią dyskwalifikacją za stosowanie niedozwolonego dopingu (do 22 sierpnia 2015).
Od 25 czerwca 2014 jest zawodnikiem izraelskim, od 23 czerwca 2016 może reprezentować ten kraj w międzynarodowych zawodach.

## Rekordy życiowe
- Rzut młotem – 79,42 (2012), w 2016 ustanowił rekord Izraela – 68,10